# Richard Cheese and the Lounge Against the Machine
I Richard Cheese and The Lounge Against the Machine (più comunemente conosciuti con il solo nome del frontman, Richard Cheese) sono un gruppo musicale lounge statunitense nato nel 2000.
Sono famosi per il loro stile, ossia reinterpretare canzoni di qualsiasi genere (rock, pop, metal, rap) e convertirlo in musica lounge, spesso con risultati comici. I nomi di tutti i loro album sono parodie dei nomi di altri famosi album. Il nome della band stesso è una parodia della band rap metal Rage Against the Machine. Nel 2008 hanno realizzato un arrangiamento del tema di Indiana Jones e il regno del teschio di cristallo.

## Formazione
- Richard Cheese – voce
- Bobby Bleu – basso
- Bobby Ricotta – tastiera, pianoforte
- Frank Feta – batteria, percussioni

I nomi sono tutti d'arte e si basano tutti su tipi di formaggi. Il nome di Richard non è casuale: un suo diminutivo è infatti "Dick", che come sostantivo può significare anche "cazzo" in lingua inglese, e l'espressione "dick cheese" indica lo smegma.

## Discografia

### Album in studio
- 2000 – Lounge Against the Machine (parodia di Rage Against the Machine dell'omonimo gruppo)
- 2002 – Tuxicity (parodia di Toxicity dei System of a Down)
- 2004 – I'd Like a Virgin (parodia di Like a Virgin di Madonna)
- 2005 – Aperitif for Destruction (parodia di Appetite for Destruction dei Guns N' Roses)
- 2006 – Silent Nightclub (parodia di Silent Night)
- 2007 – Dick at Nite (parodia di Nick at Nite)
- 2009 – Viva la Vodka (parodia di Viva la vida dei Coldplay)
- 2010 – OK Bartender  (parodia di OK Computer dei Radiohead)
- 2010 – Lavapalooza (parodia di Loozapalooza)
- 2011 – A Lounge Supreme (parodia di A Love Supreme di John Coltrane)
- 2012 - Back in Black Tie
- 2013 - The Royal Baby Album
- 2013 - Cocktails with Santa
- 2014 - Let It Brie: A Tribute to the Beatles

### Raccolte
- 2006 – The Sunny Side of the Moon: The Best of Richard Cheese (parodia di The Dark Side of the Moon dei Pink Floyd)